# دانه‌خوار دوطوقه
دانه‌خوار دوطوقه (نام علمی: Sporophila caerulescens) نام یک گونه از سرده دانه‌خوارهای اصلی است.